# Valdemora
Valdemora är en kommun i Spanien.   Den ligger i provinsen Provincia de León och regionen Kastilien och Leon, i den norra delen av landet, 240 km nordväst om huvudstaden Madrid. Antalet invånare är 102. Arean är 13,0 kvadratkilometer. Valdemora gränsar till Fuentes de Carbajal, Castilfalé och Gordoncillo. 
Terrängen i Valdemora är huvudsakligen platt.